# Lajeado (Tocantins)
Lajeado is een gemeente in de Braziliaanse deelstaat Tocantins. De gemeente telt 2.204 inwoners (schatting 2009).